# Premi e candidature per The Vampire Diaries

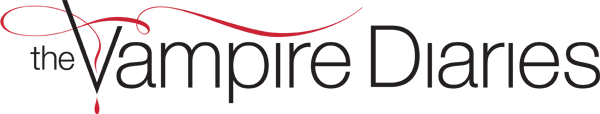
Logo della serie

Di seguito sono elencati tutti i premi e le candidature della serie televisiva The Vampire Diaries.

## Teen Choice Awards
2010
- Miglior serie televisiva emergente
- Miglior serie televisiva fantasy/sci-fi
- Miglior attore televisivo emergente a Paul Wesley
- Miglior attore televisivo fantasy/sci-fi a Paul Wesley
- Miglior attrice televisiva emergente a Nina Dobrev
- Miglior attrice televisiva fantasy/sci-fi a Nina Dobrev
- Miglior cattivo a Ian Somerhalder
- Candidatura per il Ragazzo più sexy a Ian Somerhalder
- Candidatura per la Miglior scena stealer televisivo femminile a Katerina Graham

2011
- Miglior serie televisiva fantasy/sci-fi
- Miglior attore televisivo fantasy/sci-fi a Ian Somerhalder
- Miglior attrice televisiva fantasy/sci-fi a Nina Dobrev
- Miglior scene stealer televisivo maschile a Michael Trevino
- Miglior scene stealer televisivo femminile a Katerina Graham
- Candidatura per il Miglior cattivo a Joseph Morgan
- Candidatura per il Miglior vampiro a Ian Somerhalder
- Candidatura per il Ragazzo più sexy a Ian Somerhalder
- Candidatura per il Miglior vampiro a Nina Dobrev
- Candidatura per la Ragazza più sexy a Nina Dobrev
- Candidatura per il Miglior attore televisivo fantasy/sci-fi a Paul Wesley
- Candidatura per il Miglior vampiro a Paul Wesley

2012
- Miglior serie televisiva fantasy/sci-fi
- Miglior attore televisivo fantasy/sci-fi a Ian Somerhalder
- Miglior attrice televisiva fantasy/sci-fi a Nina Dobrev
- Ragazzo più sexy a Ian Somerhalder
- Miglior scene stealer televisivo maschile a Michael Trevino
- Miglior scene stealer televisivo femminile a Candice Accola
- Candidatura per il Miglior cattivo a Joseph Morgan
- Candidatura per il Miglior attore televisivo fantasy/sci-fi a Paul Wesley
- Candidatura per la Miglior attrice televisiva fantasy/sci-fi a Katerina Graham

2013
- Miglior serie televisiva fantasy/sci-fy
- Miglior attore televisivo fantasy/sci-fy a Ian Somerhalder
- Miglior attrice televisiva fantasy/sci-fy a Nina Dobrev
- Candidatura al Miglior attore televisivo fantasy/sci-fy a Paul Wesley
- Candidatura alla Miglior attrice televisiva fantasy/sci-fy a Katerina Graham
- Candidatura al Miglior cattivo a Joseph Morgan
- Candidatura alla Miglior scene stealer televisivo maschile a Steven R. McQueen
- Candidatura alla Miglior scene stealer televisivo femminile a Candice Accola

2014
- Miglior serie televisiva fantasy/sci-fy
- Miglior attore televisivo fantasy/scy-fy a Ian Somerhalder
- Miglior attrice televisiva fantasy/sci-fy a Nina Dobrev
- Miglior scene stealer televisiva femminile a Candice Accola
- Candidatura al Miglior attore televisivo fantasy/scy-fy a Paul Wesley
- Candidatura al Miglior cattivo a Paul Wesley
- Candidatura alla Miglior attrice televisiva fantasy/scy-fy a Katerina Graham
- Candidatura alla Miglior scene stealer televisivo maschile a Michael Trevino
- Candidatura per Il ragazzo più sexy a Ian Somerhalder

2015
- Miglior serie tv fantasy/sci-fy
- Miglior attrice in una serie fantasy a Nina Dobrev
- Miglior bacio a Ian Somerhalder e Nina Dobrev
- Candidatura al Miglior attore televisivo in una serie fantasy a Ian Somerhalder
- Candidatura al Miglior attore televisivo in una serie fantasy a Paul Wesley
- Candidatura alla Miglior attrice in una serie fantasy a Candice Accola
- Candidatura alla Miglior scene stealer televisiva femminile a Kat Graham
- Candidatura al Miglior cattivo a Chris Wood
- Candidatura al Miglior chimica a Ian Somerhalder & Kat Graham
- Candidatura al Miglior bacio a Paul Wesley & Candice Accola

2016
- Candidatura alla Miglior serie TV fantasy/sci-fi
- Candidatura al Miglior attore in una serie TV fantasy/sci-fi a Paul Wesley
- Candidatura al Miglior attore in una serie TV fantasy/sci-fi a Ian Somerhalder
- Candidatura alla Miglior attrice in una serie TV fantasy/sci-fi a Candice Accola
- Candidatura alla Miglior attrice in una serie TV fantasy/sci-fi a Kat Graham
- Candidatura alla Miglior intesa in una serie TV a Kat Graham e Ian Somerhalder
- Candidatura al Miglior bacio a Paul Wesley e Candice Accola

2017
- Miglior attrice in una serie TV fantasy/sci-fi a Kat Graham
- Candidatura alla Miglior serie TV fantasy/sci-fi
- Candidatura al Miglior attore in una serie TV fantasy/sci-fi a Ian Somerhalder

## People's Choice Awards
2010
- Miglior nuova serie televisiva drammatica
- Candidatura per la'Miglior serie televisiva fantasy/sci-fi

2011
- Candidatura per la Miglior serie televisiva drammatica
- Candidatura per la Miglior serie televisiva fantasy/sci-fi
- Candidatura per il Miglior attore televisivo drammatico a Ian Somerhalder

2012 
- Miglior attrice televisiva drammatica a Nina Dobrev
- Candidatura per la Miglior serie televisiva drammatica
- Candidatura per la Miglior serie televisiva fantasy/sci-fi
- Candidatura per il Miglior attore televisivo drammatico a Ian Somerhalder

2013
- Candidatura alla Miglior serie televisiva sci-fy/fantasy
- Candidatura al Miglior attore televisivo drammatico a Paul Wesley
- Candidatura al Miglior attore televisivo drammatica a Ian Somerhalder
- Candidatura alla Miglior attrice televisiva drammatica a Nina Dobrev
- Candidatura al Miglior fan following televisivo per TVDFamily

2014
- Miglior attore televisivo sci-fy/fantasy a Ian Somerhalder
- Miglior coppia sullo schermo a Damon Salvatore (Ian Somerhalder) e Elena Gilbert (Nina Dobrev)
- Candidatura alla Miglior attrice televisiva sci-fy/fantasy a Nina Dobrev
- Candidatura alla Miglior serie televisiva fantasy/sci-fy

2015
- Miglior coppia sullo schermo a Damon Salvatore (Ian Somerhalder) & Elena Gilbert (Nina Dobrev)
- Candidatura alla Miglior serie tv fantasy/sci-fy
- Candidatura alla Miglior attrice in una serie fantasy/sci-fy a Nina Dobrev
- Candidatura al Miglior attore in una serie fantasy/sci-fy a Ian Somerhalder

2016
- Candidatura alla Miglior serie tv fantasy/sci-fy
- Candidatura al Attore preferito in una serie TV sci-fi/fantasy a Ian Somerhalder

2017
- Candidatura alla Miglior serie tv fantasy/sci-fy
- Candidatura al Attore preferito in una serie TV sci-fi/fantasy a Ian Somerhalder

## Alma Awards
- 2011 – Candidatura all'attore televisivo non protagonista a Michael Trevino[4][5]
- 2012 – Candidatura all'attore televisivo non protagonista in un dramma a Michael Trevino[6][7]

## Do Something Awards
- 2012 – Candidatura al TV Drama
- 2012 – Candidatura al TV Star: Male a Ian Somerhalder
- 2012 – Candidatura a Twitter a Ian Somerhalder
- 2012 – Candidatura al Political a Ian Somerhalder
- 2012 – Candidatura al TV Star: Female a Katerina Graham

## Fright Night Awards
- 2012 – Favorite Supernatural TV Show
- 2012 – Favorite Male TV or Movie Vampire a Ian Somerhalder
- 2012 – Candidatura Fright Night Favorite Female TV or Movie Vampire a Nina Dobrev
- 2012 – Candidatura Fright Night Favorite Movie or TV Werewolf a Joseph Morgan
- 2012 – Candidatura Fright Night Favorite Movie or TV Werewolf a Michael Trevino[8][9]

## Meus Prêmios Nick
- 2014 – Candidatura al Personaggio televisivo preferito a Damon Salvatore[10][11]
- 2014 –  Candidatura alla Serie televisiva preferita

## J-14 Teen Icon Awards
- 2010 – Nomination per la Miglior icona televisiva: attrice a Nina Dobrev
- 2010 – Nomination per la Miglior icona televisiva: serie televisiva
- 2011 – Nomination per la Miglior icona televisiva: attore a Ian Somerhalder
- 2011 – Nomination per la Miglior icona televisiva: serie televisiva
- 2011 – Nomination per la Rockin Tv Actress a Katerina Graham
- 2011 – Nomination per il Rockin Tv Actor a Steven R. McQueen
- 2012 – Nomination Iconic TV Show[12]
- 2012 – Nomination Iconic TV Actor a Ian Somerhalder
- 2012 – Nomination Iconic TV Actress a Nina Dobrev

## Saturn Awards
- 2010 – Candidatura alla Miglior serie televisiva via satellite
- 2011 – Candidatura alla Miglior serie televisiva via satellite
- 2012 – Candidatura alla Miglior serie televisiva per giovani [13]
- 2013 – Candidatura alla Miglior serie televisiva per giovani
- 2014 – Candidatura alla Miglior serie televisiva per giovani
- 2015 – Candidatura alla Miglior serie televisiva per giovani
- 2017 – Candidatura alla miglior serie televisiva horror
- 2018 – Candidatura al miglior DVD/Blu-ray (serie TV)

## Young Hollywood Awards
- 2010 – Making Their Mark a Nina Dobrev[14]
- 2010 – Cast to Watch a Nina Dobrev, Paul Wesley e Ian Somerhalder[14]
- 2014 – Miglior trio a Nina Dobrev, Paul Wesley e Ian Somerhalder
- 2014 –  Candidatura alla Miglior attrice a Nina Dobrev
- 2014 –  Candidatura al Miglior cast chemistry

## Youth Rock Awards
- 2011 – Candidatura Rockin' Ensemble Cast TV/Drama
- 2011 – Candidatura Rockin' Actor TV a Steven R. McQueen
- 2011 – Candidatura Rockin' Actress TV a Katerina Graham[15][16]